# Gertrud Heinzelmann
Gertrud Heinzelmann (* 17. Juni 1914 in Wohlen; † 4. September 1999 in Benglen, Gemeinde Fällanden) war eine Schweizer Rechtsanwältin und Frauenrechtlerin.

## Leben
Gertrud Heinzelmann besuchte das Gymnasium der Höheren Töchterschule in Zürich (heute: Kantonsschule Hohe Promenade). Sie studierte Rechtswissenschaft an der Universität Zürich und promovierte 1942. Daraufhin war sie als Anwältin tätig.
Von 1956 bis 1976 war sie im Zentralvorstand des Schweizerischen Verbandes für Frauenstimmrecht, den sie 1959/60 präsidierte. Von 1963 bis 1976 war sie Leiterin des «Büros gegen Amts- und Verbandswillkür» im Migros-Genossenschaftsbund.
1962 forderte Heinzelmann mit einer Eingabe an das Zweite Vatikanische Konzil die Gleichstellung der Geschlechter in der römisch-katholischen Kirche und die Frauenordination. „Ihre Forderungen zum Zweiten Vatikanischen Konzil brachen ein Jahrhunderte altes Tabu“, urteilte ihre Biografin.
1964 gründete sie den Verlag Interfeminas, der frauenrechtlerische Schriften herausgibt. 1972 wurde sie in die Synode 72 des Bistums Chur berufen.
Gertrud Heinzelmann wurde 1981 mit dem Binet-Fendt-Preis und 1991 mit dem Ida-Somazzi-Preis ausgezeichnet.
Laut Regina Heyder hat sie gemeinsam mit den Theologinnen Ida Raming, Iris Müller und Josefa Theresia Münch  „entscheidend zu einer Sensibilisierung für die Thematik ,Frauen und Kirche‘“ beigetragen. Unabhängig voneinander setzten sie sich für das Priestertum der Frau ein.

## Werke
- Das grundsätzliche Verhältnis von Kirche und Staat in den Konkordaten. Sauerländer, Aarau 1943 (Dissertation, Universität Zürich, 1942).
- Schweizerfrau, dein Recht! Neue Aspekte der Rechtsgleichheit seit der Einführung des integralen Frauenstimm- und wahlrechts auf kantonalem Boden. Polygraphischer Verlag, Zürich 1960.
- Frau und Konzil. Hoffnung und Erwartung. Eingabe an die hohe vorbereitende Kommission des Vatikanischen Konzils über Wertung und Stellung der Frau in der Römisch-katholischen Kirche. Zürich 1962.
- Wir schweigen nicht länger! Frauen äußern sich zum 2. Vatikanischen Konzil. Interfeminas, Zürich 1964.
- Die getrennten Schwestern. Frauen nach dem Konzil. Interfeminas, Zürich 1967.
- Die geheiligte Diskriminierung. Beiträge zum kirchlichen Feminismus. Interfeminas, Bonstetten 1986.

## Ehrungen

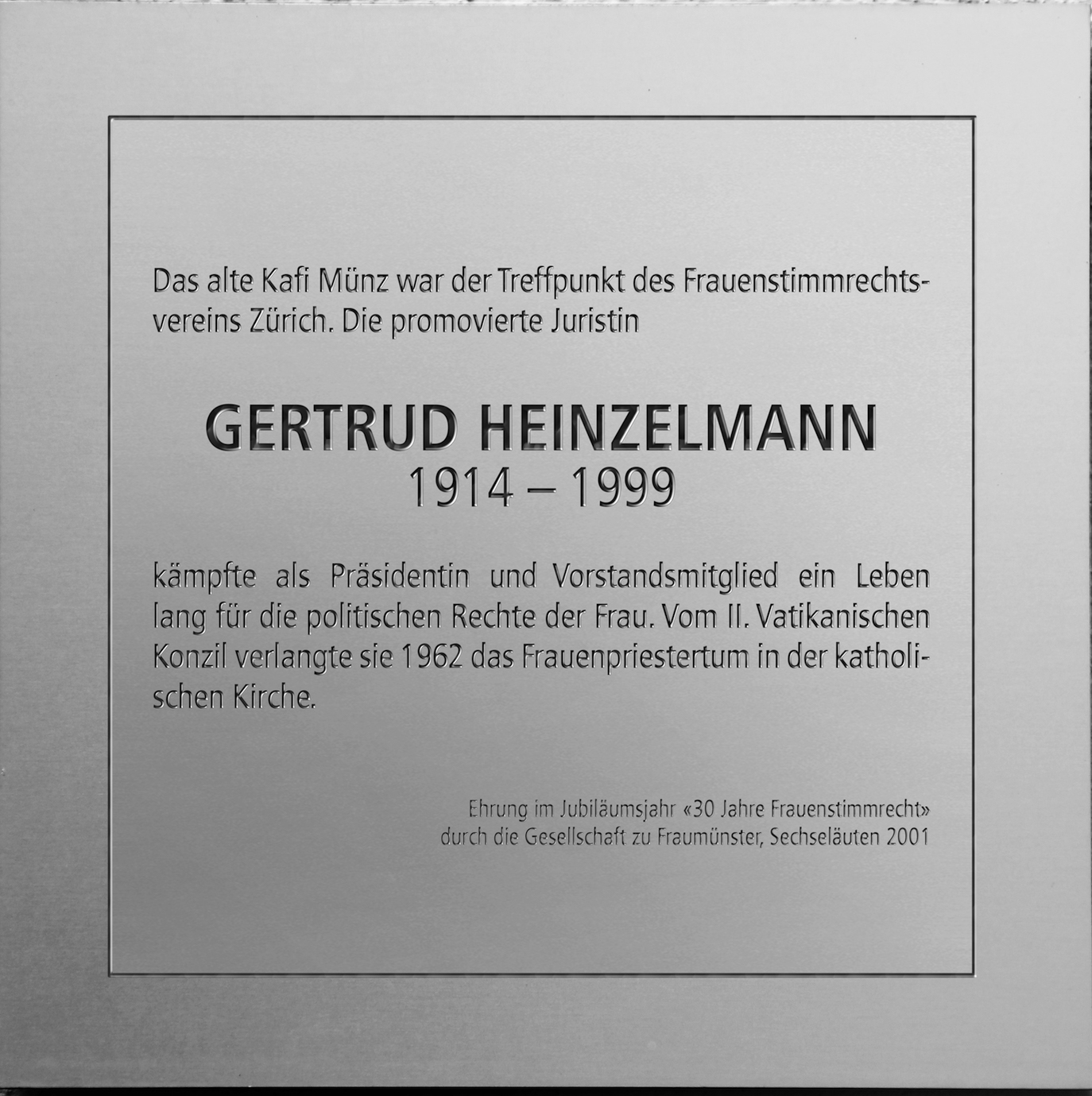
Gedenktafel Gertrud Heinzelmann (früher am Münzplatz 3)

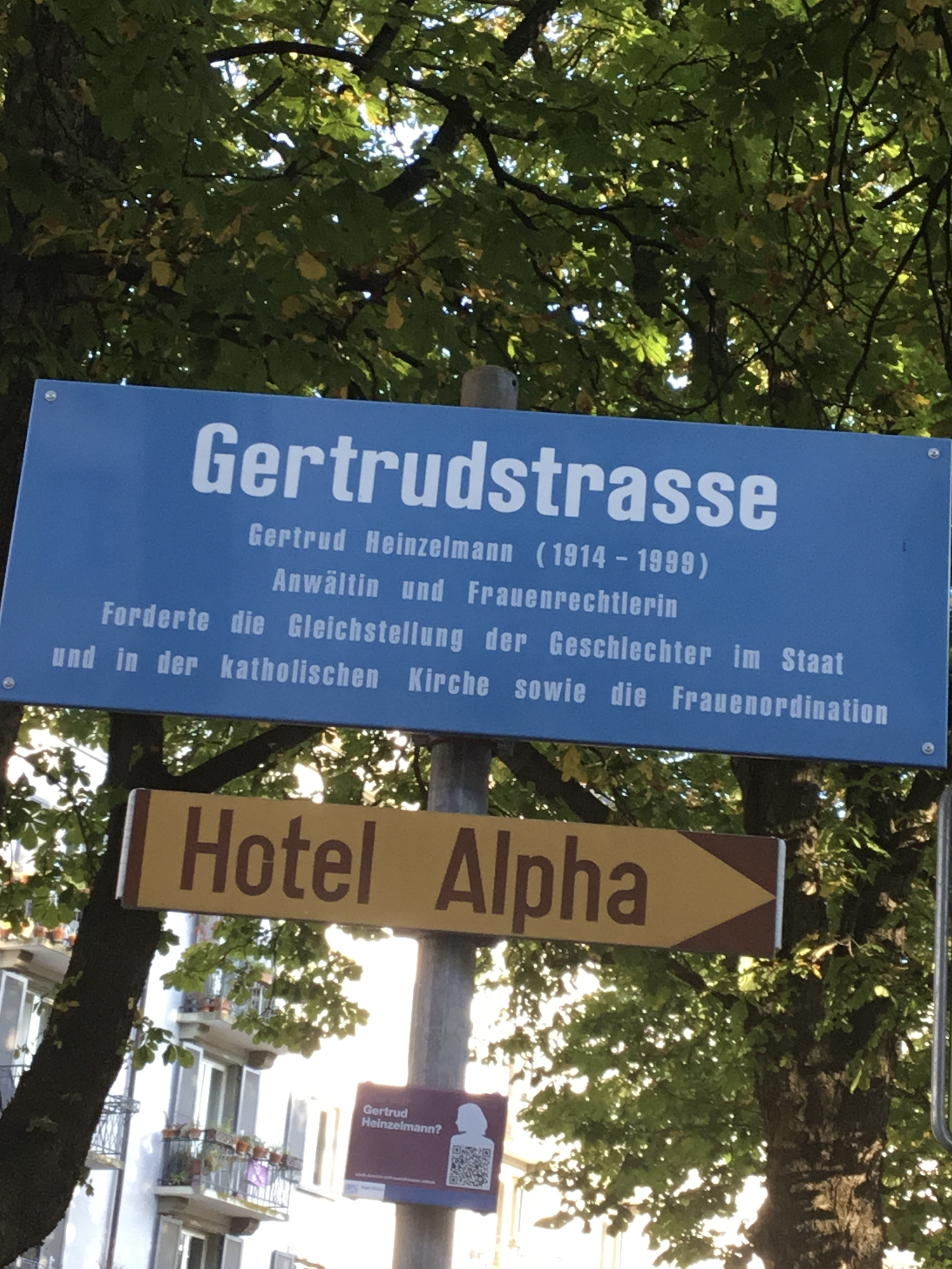

Gertrud Heinzelmann wurde von der Gesellschaft zu Fraumünster am Sechseläuten 2001 geehrt. Ihre Gedenktafel befand sich am Münzplatz 3.
Auch eine Strasse in Zürich im Sihlfeld-Quartier ist nach ihr benannt.

## Dokumentarfilm
- Barbara Kopp: Gertrud Heinzelmann – Pionierin aus Berufung. SF/3SAT, 2000